# 貯蓄・投資の所得決定理論
貯蓄・投資の所得決定理論（ちょちく・とうしのしょとくけっていりろん）とは、投資と貯蓄の一致が所得水準が変化することによってもたらされるとする理論。
古典派の貯蓄・投資の利子率決定理論では、貯蓄（供給）と投資（需要））とが一致しない場合、利子(価格)の変動によってこれが調整されると考えられた。すなわち貯蓄が投資を上回っていれば利子率が下落し、反対に投資が貯蓄を上回っていれば利子率が上昇することによって、貯蓄と投資との一致が導かれる。
これを批判したケインズは、貯蓄は所得水準の関数であると考え、投資とその乗数効果によって生まれた所得から行われる貯蓄が一致するところで社会全体の所得水準が決定されると主張した。

## 利子率の高止まり、貨幣選好
ケインズの診断によれば、古典派の均衡理論では景気が後退すれば資金供給が増え（貯蓄↑）資金需要が減る（投資↓）ため金利は低下するはずであるが、現実の観測では2%を下回らない「慣行的でかなり安定的な長期利子率」と、「気まぐれで高度に不安定な資本の限界効率」が原因となって、不況であるにもかかわらず金利は高止まりし、完全雇用を提供するに足る高い水準の有効需要を維持することは困難であるとする。この原因は、おもに貨幣のもつ流動性に対する人々の選好と、投機を要因とした資本の限界効率の不安定性にあるとする。
貨幣と財を考量した場合、財は高騰すれば増産されることで均衡が達成されることは可能であるが、（不況などで）貨幣が高騰しているさいに、貨幣が自動的に増えて利子率が下がるような均衡メカニズムは働かない。また財を保有することで商業的に収益をあげることはできても、時間の経過とともに保管料や陳腐化などによる価値の損耗により持越費用がかさみ、収益を相殺してしまう可能性があるが、貨幣には持越費用がかからないので、保有され易い。
債券と貨幣の関係では、債券を保有していると利子が得られるにもかかわらず、債券ではなく貨幣が資産として保有される性向がある。これは「利子率の将来に関する不確実性」が存在するためで、将来発行される債券の利子率が上昇する（債券価格は下落する）可能性があれば、債券の現在の購入は資本損失の危険を冒すことになるからである。とりわけ将来の利子率が市場によって想定されている率よりも高くなると信じる個人は、現金で保有する実際上の理由をもつ。
事業への投資（株式等の購入）についても、現実の投資家は企業の限界効率（投資収益率）をもとに長期投資するわけではなく、価格騰落をくりかえす相場の「慣行」にもとづいて投機を行っているにすぎず、これが資本の限界効率の不安定さをもたらしている。